# Операция «Бернхард»
Операция «Бернхард» (нем. Aktion Bernhard) — тайная немецкая операция по массовому изготовлению поддельных банкнот (фунтов стерлингов и долларов США), осуществлявшаяся во время Второй мировой войны.
Первоначальной целью операции был коллапс английской финансовой системы путём разбрасывания из самолётов фальшивых фунтов. Для этого была собрана группа фальшивомонетчиков, которую возглавил Альфред Науйокс. В течение 18 месяцев им удалось разгадать и воспроизвести структуру бумаги, создать гравировальные пластины и воспроизвести зашифрованную систему нумерации британских банкнот. До массового выпуска в оборот поддельных фунтов дело не дошло. В 1942 году операцию возглавил штурмбаннфюрер СС Бернхард Крюгер. Используя заключённых, он создал в концлагере Заксенхаузен условия, которые позволили напечатать, по различным оценкам, от 132 до 300 млн фальшивых фунтов. Качество подделок было очень высоким, их с трудом могли определить даже эксперты. Полученные средства нацистские спецслужбы использовали для проведения секретных операций, выплат агентам немецкой разведки, покупки оружия на чёрном рынке и снабжения им пронацистских группировок.

## Предпосылки

### Возникновение плана

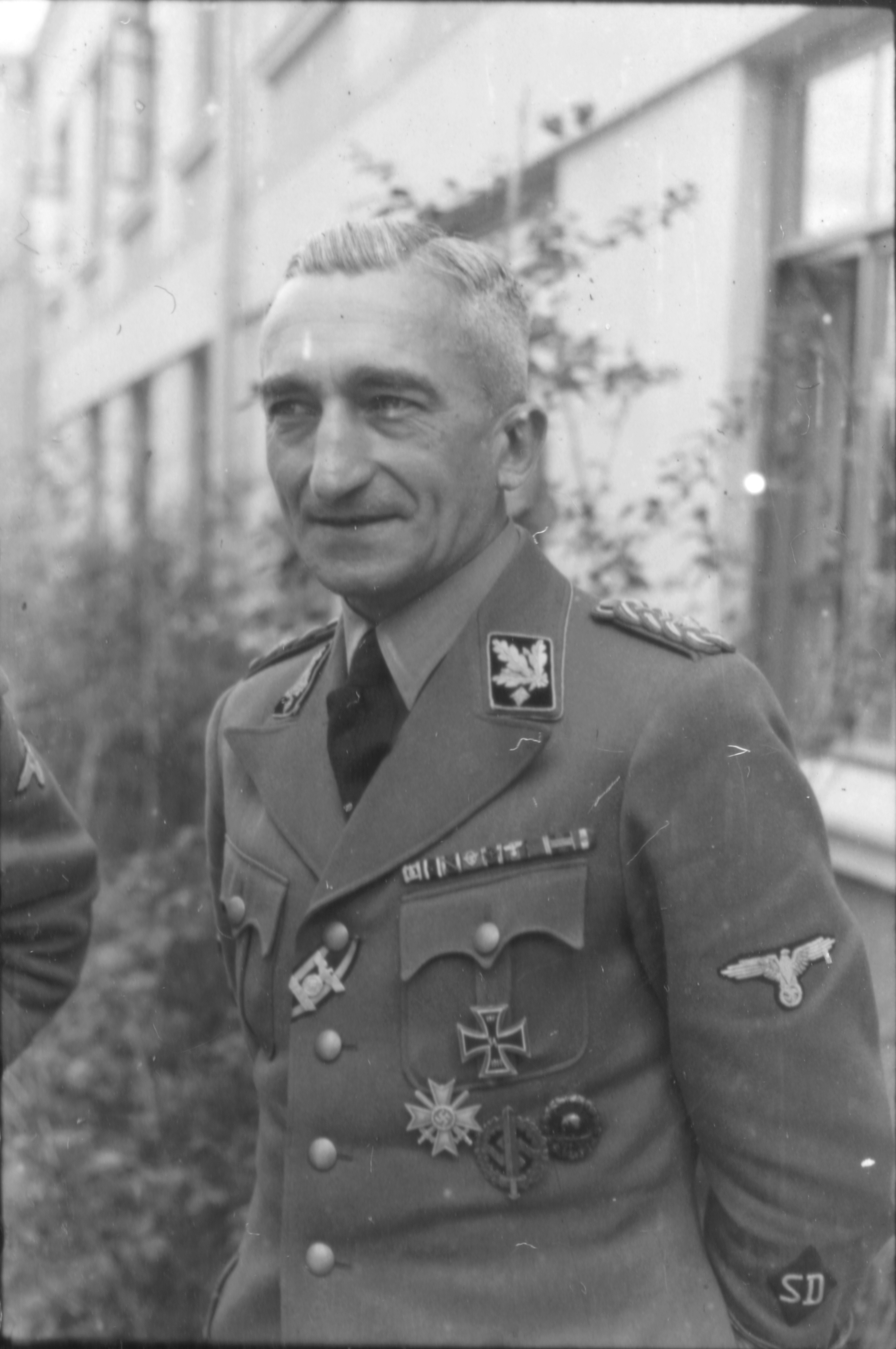
Группенфюрер СС Артур Небе — автор идеи создания фальшивых банкнот Великобритании для подрыва её экономики

На одной из встреч руководящих чинов Третьего рейха, через полмесяца после начала Второй мировой войны, 18 сентября 1939 года, начальник уголовной полиции Артур Небе высказал идею о создании поддельных фунтов стерлингов. По мнению Небе, сбрасывание с воздуха на Великобританию фальшивок на сумму в 30 миллиардов фунтов привело бы к финансовому коллапсу и потере британским фунтом статуса мировой валюты. Непосредственному начальнику Небе, Рейнхарду Гейдриху, идея в целом понравилась. Сомнения у Гейдриха возникли относительно допустимости привлечения к процессу изготовления поддельных фунтов фальшивомонетчиков, так как это могло привести к репутационным потерям Германии. Министр пропаганды Йозеф Геббельс, хоть и не высказался однозначно против, назвал план «гротескным». Основное возражение прозвучало из уст министра экономики и президента Рейхсбанка Вальтера Функа, который заявил, что идея нарушает международное право. Автор монографии об операции «Бернхард» Лоуренс Малкин пересказывает расхожую версию о том, что Адольф Гитлер поставил визу на докладной записке с предложением о начале подготовки фальшивых банкнот других стран, оставив на ней комментарий «Доллары нет. Мы не воюем с США». Малкин особо подчёркивает, что данная история может быть и вымыслом, так как нет точных данных о существовании этого документа.
Планы нацистов, несмотря на их секретность, стали известны англичанам. В ноябре 1939 года некий русский эмигрант передал послу Великобритании в Греции Чарльзу Паларету детали плана «Наступление на стерлинг и разрушение его позиции мировой валюты». Паларет отправил полученную информацию в Лондон. Затем с ней были ознакомлены руководство Банка Англии и Министерства финансов США. В центральном банке Великобритании посчитали защиту банкнот фунта стерлингов достаточной. К последующим, явно недостаточным, мерам по противодействию внедрения иностранных фальшивок следует отнести такие, как чрезвычайный выпуск в 1940 году новой серии банкнот номиналом в 1 фунт и 10 шиллингов (в однофунтовых банкнотах впервые в мире были использованы защитные нити), запрет на ввоз банкнот в фунтах стерлингов с 1943 года, прекращение печати купюры в 5 фунтов, а также информирование общества о проблеме наплыва фальшивых денег.

### Операция «Андреас»

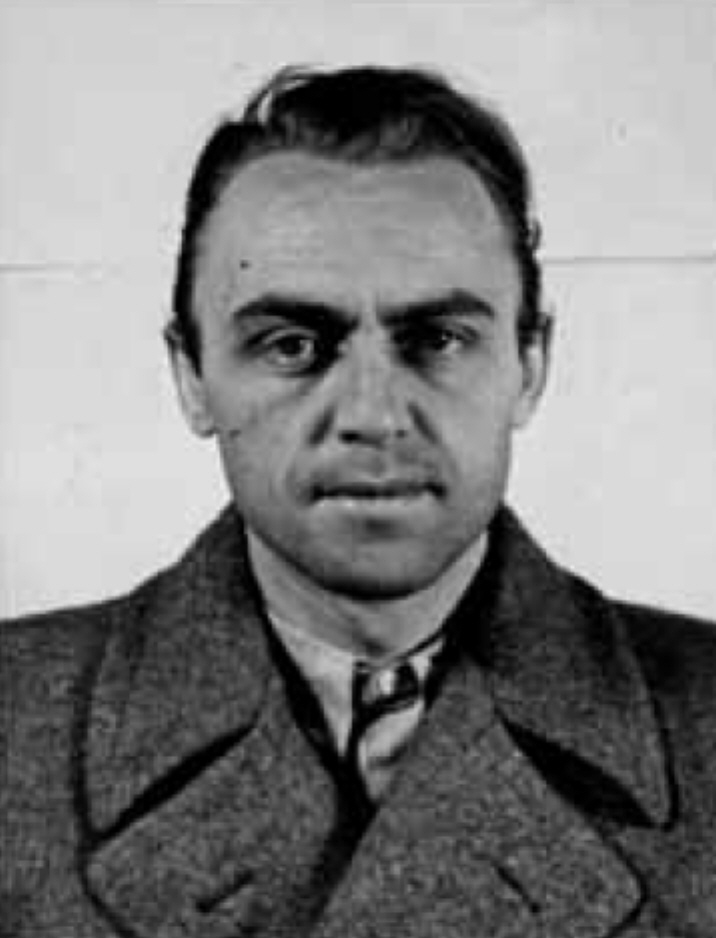
Альфред Науйокс — куратор операции «Андреас»

Получив согласие Гитлера, Гейдрих начал создавать группу фальшивомонетчиков для проведения операции под кодовым названием «Андреас». В постановлении Гейдриха указывалось, что это будет не фальшивомонетничество в общепринятом смысле слова, а создание факсимиле. Банкноты должны являться настолько идеальной копией оригинала, чтобы даже квалифицированные эксперты не смогли найти различий.
В начале 1940 года группа обосновалась в техническом отделе службы безопасности рейхсфюрера СС (нем. Sicherheitsdienst des Reichsführers SS, сокр. нем. SD от SicherheitsDienst, рус. СД) в Берлине. Её руководителем был назначен штурмбаннфюрер СС Альфред Науйокс. Ежедневный контроль был возложен на математика и криптографа Альберта Лангера. Науйокс и Лангер разделили задачу на три этапа: создание идентичной бумаги, подготовка идентичных печатных пластин и повторение британской системы нумерации.
Немцы решили сконцентрировать усилия на подделке наиболее распространённой в обороте банкноте номиналом в 5 фунтов. Образцы британских денег были отправлены на технический анализ, который показал, что бумагу для фунтов производят из ветоши без добавления целлюлозы. Науйокс и Лангер пришли к выводу, что бумагу надо делать вручную. Цвет первых образцов отличался от необходимого. Одной из причин неудачи было использование чистой ткани, в то время как британцы пускали в процесс грязные, использованные тряпки со следами машинного масла и другими подобными пятнами. После проведения ряда проб на бумажной фабрике Hahnemühle было найдено решение, позволившее получить идентичную, на первый взгляд, бумагу. Однако она не соответствовала поставленной задаче, так как сходство было достигнуто только при нормальном свете. В ультрафиолете продукция немецких фабрик выглядела более тусклой. Лангер предположил, что это связано с различиями в составе воды, используемой для изготовления бумаги и чернил. Чтобы цвета совпали, ему пришлось продублировать содержание различных элементов в применяемой при изготовлении фунтов воде.

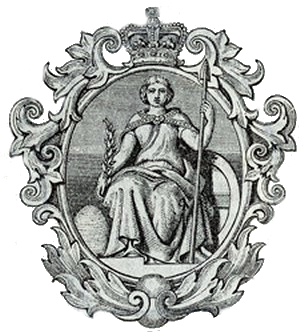
Аллегорическое изображение Британии, на воспроизведение которого гравёры потратили семь месяцев

Для того, чтобы разобрать особенности буквенно-цифровых номеров, Лангер работал с банковскими экспертами. Технические записи операции «Андреас» не сохранились. Поэтому и метод, по которому немцы определили правильные последовательности нумерации банкнот, остался неизвестным. Историк Питер Боуэр предполагает, что речь идёт о криптоанализе. Одновременно гравёры работали над пластинами, которые позволили бы воспроизвести виньетку с аллегорическим изображением Британии, расположенную в верхнем левом углу подлинных фунтов. Через семь месяцев они получили, по их мнению, идеальную копию. Несмотря на затраченный труд, отличия остались. Так, в современных каталогах банкнот приводят несколько признаков, которые позволяют отличить подлинную банкноту от немецкой фальшивки. К ним, в частности, относят «тусклый» взгляд и менее чётко проработанный на короне крест.
В конце 1940 года Науйокса сняли с должности. Причиной стала его ссора с Гейдрихом. Руководить проектом продолжал Лангер. В начале 1942 года и он подал в отставку. Проект закрыли. В целом поставленная задача осталась невыполненной. Сам Лангер впоследствии утверждал, что за 18 месяцев работы им удалось подделать банкнот на 3 миллиона фунтов. Историки считают эту цифру завышенной и оценивают выпуск в 500 тысяч фунтов. Большинство полученных в ходе операции «Андреас» банкнот остались неиспользованными.

## Успех операции

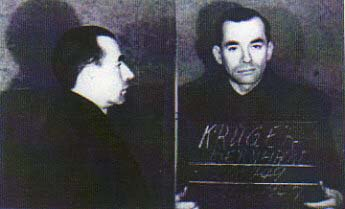
Штурмбаннфюрер СС Бернхард Крюгер

В июле 1942 года рейхсфюрер СС Генрих Гиммлер внёс коррективы в первоначальные цели и возобновил операцию. Изначально фальшивые фунты предполагали сбрасывать над британскими островами для коллапса экономики врага. Гиммлер же хотел использовать подделки для финансирования операций разведки. Секретная служба в ведомстве Гиммлера была недофинансирована. Полученные от фальшивомонетничества средства должны были бы покрыть разрыв между поступлениями от Рейхсбанка и реальными потребностями.
Науйокса сменил штурмбаннфюрер Бернхард Крюгер. В помещениях, используемых ранее при проведении операции «Андреас», были обнаружены гравировальные пластины и станки. Непригодными оказались лишь сетки для создания водяных знаков. Крюгер получил возможность выбрать для проведения работ заключённых концентрационных лагерей, находящихся в подчинении СС. Ему предоставили блоки 18 и 19 в концентрационном лагере Заксенхаузен. Эти здания изолировали от других колючей проволокой. Охрану группы заключённых-фальшивомонетчиков осуществляли отряды СС «Мёртвая голова».

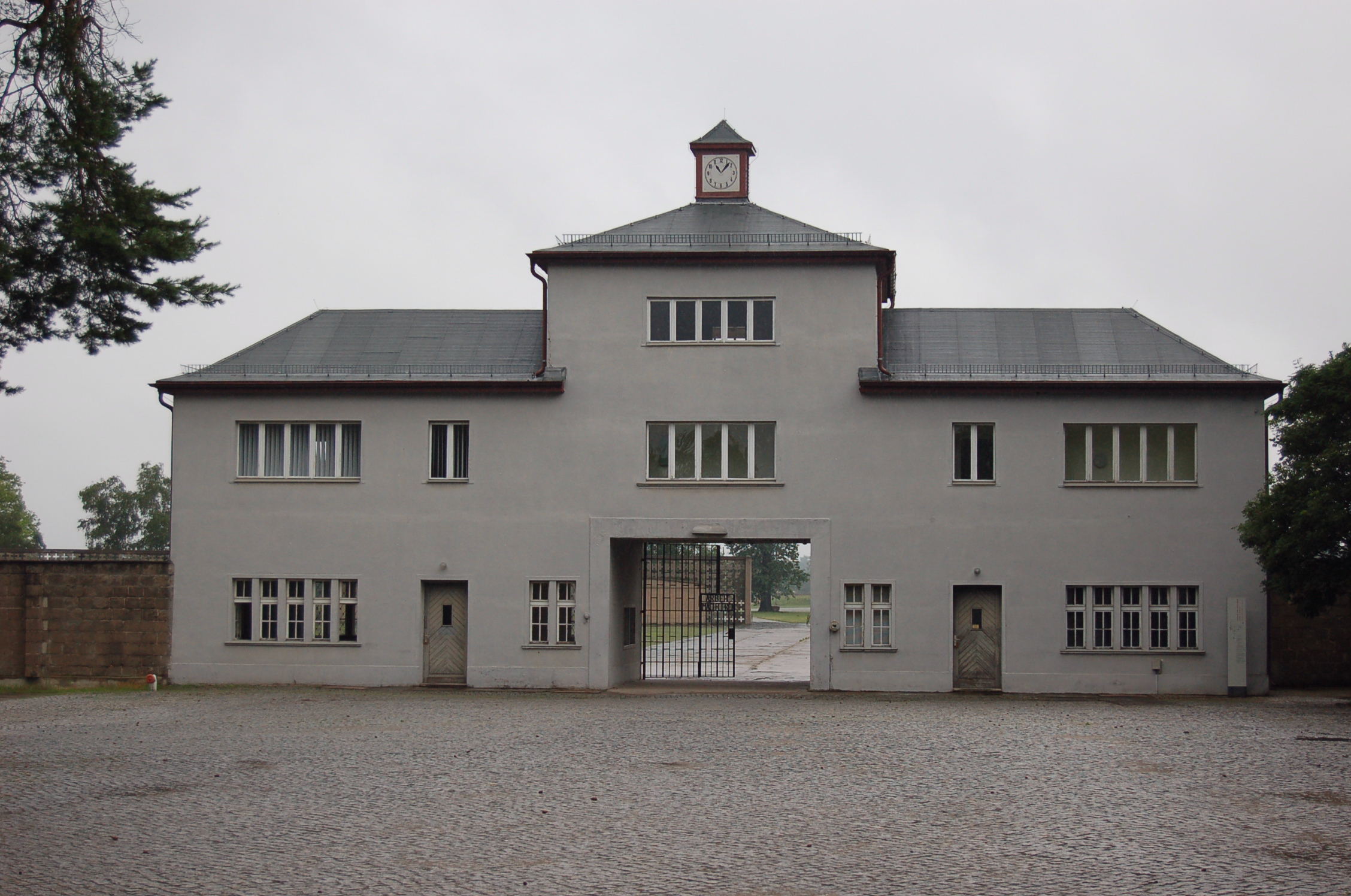
Центральный вход в концентрационный лагерь Заксенхаузен

Крюгер посетил несколько концентрационных лагерей, подбирая специалистов с навыками рисования, гравировки, печати и банковского дела. В сентябре 1942 года в Заксенхаузен прибыли первые 26 будущих фальшивомонетчиков, в декабре — ещё 80. У прибывших на новое место узников жизнь изменилась разительным образом. Крюгер общался к заключёнными на «Вы». После окончания войны бывшие заключённые отмечали вежливость и хорошие манеры штурмбаннфюрера СС, что существенно отличалось от привычного в концлагерях обращения. Также он предоставлял заключённым сигареты, газеты, улучшенное питание, радио. У заключённых был стол для пинг-понга, на котором они играли с охранниками и между собой. Периодически устраивались любительские театральные постановки, зрителями на которых были как заключённые, так и их охранники.
Печатные станки поступили в декабре 1942 года. Ежемесячно с бумажной фабрики Hahnemühle приходило 12 тысяч листов банкнотной бумаги. На каждом листе печатали 4 банкноты. Первые фальшивые купюры выпустили в январе 1943 года. Каждый этап процесса создания поддельных фунтов контролировался одним из заключённых. Главным среди узников назначили бывшего бухгалтера Оскара Штейна. Работа шла круглосуточно. Продолжительность смены составляла 12 часов. Общая численность группы достигала 140 человек, хотя некоторые источники утверждают, что заключённых, задействованных в процессе, было 300. Банкнотные листы с отпечатанными на них четырьмя купюрами сначала просушивали, затем их разрезали, используя стальную линейку с шероховатыми краями. Так достигалась характерная структура краёв подлинных фунтов. С середины 1943 по середину 1944 годов ежемесячно выпускалось около 65 тысяч подделок на шести печатных установках.
Для состаривания банкнот использовали заключённых. Их выстраивали в 2 колонны. Купюры передавались заключёнными из рук в руки, тем самым имитируя процесс денежного обращения. Одни из них с той же целью сворачивали и разворачивали фальшивки, другие — прокалывали края, повторяя характерный для британцев способ скрепления денег булавкой. По воспоминаниям одного из узников, Бургера, они старались делать проколы в области изображения Британии, чего, по их мнению, англичане себе не позволяли. На оборотной стороне узники писали английские имена и адреса, как часто делали сами британцы, используя банкноты в качестве временной записной книжки. На лицевой стороне писали номера, как зачастую поступали банковские клерки. Полученную продукцию разделяли на 4 типа: 1-й сорт (наилучшее качество) предполагали использовать в нейтральных странах для передачи нацистским шпионам; 2-й сорт — для оплаты услуг коллаборантов, 3-й сорт — для переброски в Британию, 4-й сорт являлся синонимом брака и подлежал уничтожению.

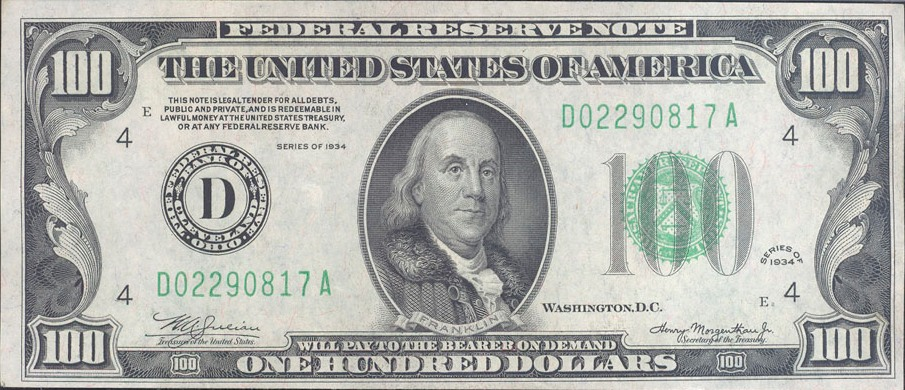
Сто долларов США 1934 года — последняя задача операции «Бернхард»

Нацистское руководство было довольно полученными результатами. Крюгер добился подписания указа о награждении задействованных в операции лиц. Парадокс заключался в том, что получившими медаль креста «За военные заслуги» оказались 12 заключённых, трое из которых были евреями. Шестеро охранников получили крест «За военные заслуги» 2-й степени. Комендант лагеря воспринял это как кощунство. Информация о беспрецедентном, с точки зрения нацистов, факте дошла до начальника Главного управления имперской безопасности Эрнста Кальтенбруннера. Обергруппенфюрер СС оценил «юмор» ситуации. Непосредственный руководитель операции Крюгер получил лишь устный выговор от начальства.
В мае 1944 года обергруппенфюрер СС Кальтенбруннер поручил создать фальшивые доллары США. Степень защиты доллара была значительно выше британского фунта. Фальшивомонетчикам требовалось воспроизвести бумагу, содержащую мельчайшие волокна шёлка, используемого при изготовлении американской валюты. Также им предстояло освоить новый процесс печати.
Заключённые понимали, что если они смогут повторить доллар, их жизнь перестанет представлять какую-либо ценность для нацистов. Поэтому они стали, насколько это было возможно, тормозить процесс. Лоуренс Малкин высказывает мнение, что узники считали, что для Крюгера окончание операции «Бернхард» также невыгодно. После выполнения поставленной задачи он становился главным свидетелем и носителем тайны фальшивомонетничества на государственном уровне. Ему предстояла бы отправка на фронт. В августе 1944 года группу пополнил настоящий фальшивомонетчик Соломон Смолянов, которого Крюгер арестовал ещё в 1939 году. Ему было поручено ускорить процесс создания долларов, а также оценивать качество поддельных фунтов. Заключённые пожаловались Крюгеру на то, что им приходится находиться рядом с настоящим преступником. Руководитель группы пошёл им навстречу и даже предоставил Смолянову для сна свой кабинет.
В конце 1944 года фальшивомонетчики воспроизвели оборотную сторону банкноты номиналом в 100 долларов, а в январе 1945 и лицевую. 20 экземпляров фальшивых купюр без номера, алгоритм которого оставался невыясненным, предоставили Гиммлеру и банковским экспертам. Изображение и печать были признаны идеальными, а бумага подделок отличалась от бумаги настоящих банкнот.
Общее количество созданных банкнот во время операции «Бернхард» составляет, по разным оценкам, от 132 610 945 фунтов до 300 млн фунтов, из которых к использованию было пригодно 125 млн фунтов.

## Отмывание и дальнейшее использование фальшивых денег

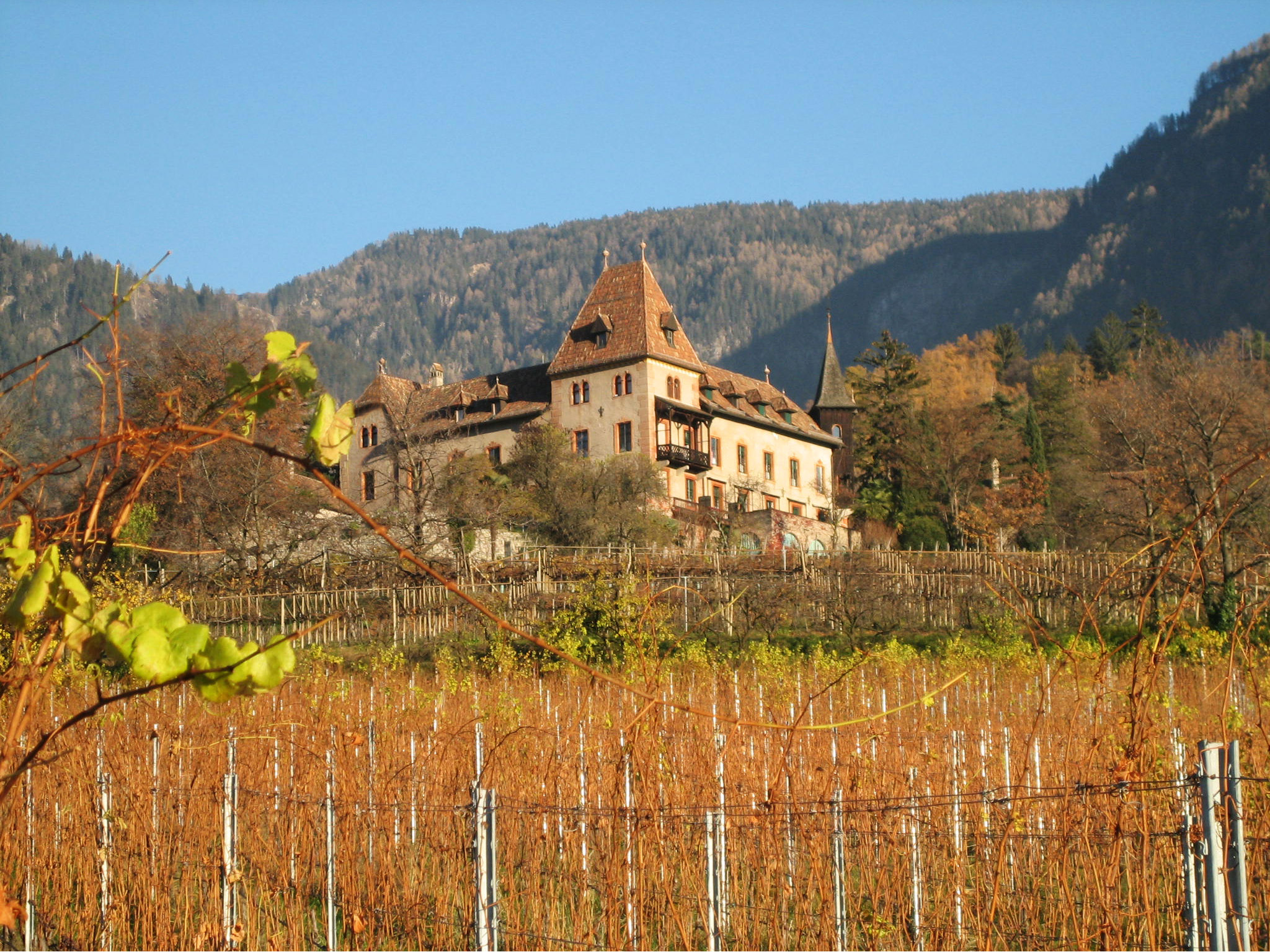
Замок Лаберс — перевалочный пункт фальшивых фунтов

Фальшивые купюры перевозили из Заксенхаузена в замок Лаберс в Южном Тироле. Затем их при посредничестве Фридриха Швенда пересылали на территории других стран. Фридрих Швенд занимался контрабандой и незаконными валютными операциями с 1930-х годов. Он создал сеть, состоящую из 50 агентов, которые обменивали фальшивые фунты на настоящие швейцарские франки и доллары США. За свои посреднические услуги он брал треть от полученных у нацистов сумм.
Полученные средства тратили на покупку оружия на чёрном рынке и его переправку пронацистским формированиям в юго-восточной Европе. Ими снабжали агентов немецкой разведки. С одним из них, Эльясом Базной, под кодовым именем «Цицерон», продукция операции «Бернхард» сыграла злую шутку. Базна являлся камердинером английского посла в Турции. Он смог получить доступ к служебным документам посольства, которые копировал и передавал немцам. За свои труды он скопил 300 тысяч фальшивых фунтов. По окончании войны бывший немецкий агент решил заняться отельным бизнесом. К тому времени Банк Англии получил от бывших узников информацию об особенностях поддельных банкнот. Проверка столь крупной суммы, которую попытался использовать Базна, подтвердила источник её происхождения. Некоторое время ему пришлось провести в тюрьме, в том числе и за использование фальшивых денег. Впоследствии он несколько раз безуспешно требовал от правительства ФРГ выплатить ему положенные суммы настоящими деньгами.
Сто тысяч фальшивых фунтов позволили получить информацию, обеспечившую успех операции «Дуб» по освобождению Муссолини из плена в сентябре 1943 года.

## Окончание войны и прекращение операции «Бернхард»

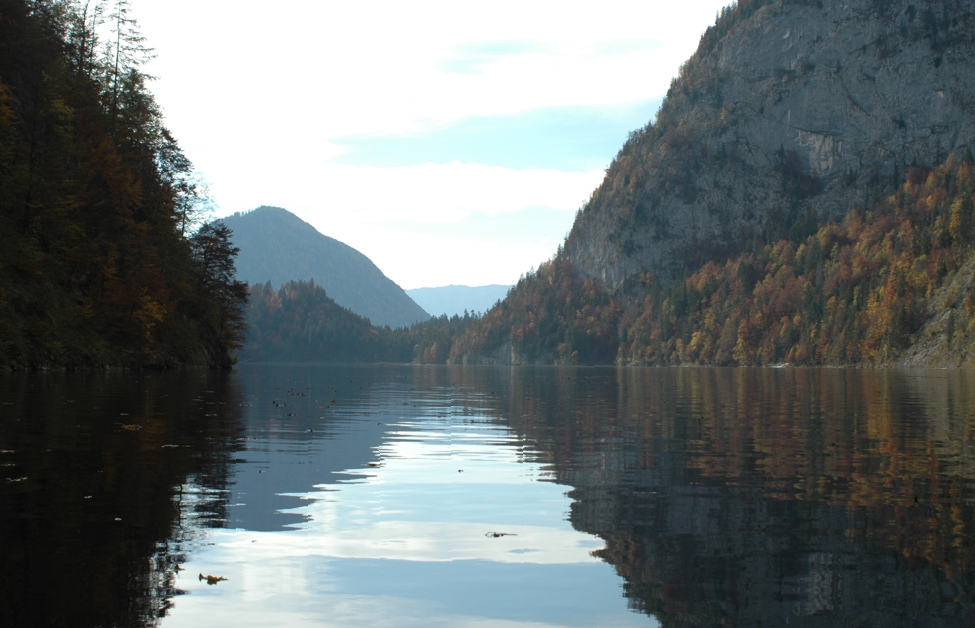
Озеро Топлиц, в котором было затоплено используемое в ходе операции «Бернхард» оборудование

Из-за поражений немецких войск производство в Заксенхаузене было прекращено в конце февраля — начале марта 1945 года. Оборудование и материалы упаковали и вместе с заключёнными перевезли в концентрационный лагерь Маутхаузен. Крюгер распорядился переправить их в систему туннелей Редль-Ципф, неподалёку от Маутхаузена, и там организовать производство. Приказ о возобновлении печати фальшивых банкнот вскоре отменили. Согласно следующему распоряжению, заключённые должны были уничтожить все находящиеся при них фальшивые деньги. То, что не могло быть ликвидировано, упаковали и затопили в горных озёрах Топлиц и Грундль.
В начале мая операция «Бернхард» была официально прекращена. Крюгер попрощался со своими «подопечными» словами: «Недели через три вы будете на моем месте, а я — на вашем». Заключённых начали перевозить из пещер в концентрационный лагерь Эбензее. Фальшивомонетчиков решили расстрелять. Согласно приказу, их следовало собрать в Эбензее и уничтожить, что особо подчёркивалось, всех вместе. Перевезти группу в 140 человек одновременно не представлялось возможным. Первые две группы благополучно добрались до нового места, где их поместили отдельно от других заключённых. Грузовик с третьей группой по дороге сломался. Люди из третьей группы были вынуждены добираться до Эбензее пешком. Это заняло у них два дня. За это время, узнав о приближении войск союзников, охрана лагеря разбежалась, а заключённые оказались на свободе. Третья группа подошла 5 мая к неохраняемому лагерю. Разобравшись, что к чему, охранники третьей группы из войск СС также разбежались. Американские войска вступили в лагерь на следующий день.
Особенности озера Топлиц стали источником множества легенд и домыслов. В течение многих лет попадавшие с талыми водами и буреломами деревья создали в озере подобие второго дна, нечто вроде спрессованного плота на глубине. Такая структура делала поверхность озера крайне труднодоступной для исследования водолазами. Вокруг затопленных нацистами ящиков возникла масса домыслов. Среди выброшенных в озеро вещей могли быть золото, драгоценности, секретные документы РСХА и, что самое опасное для мировой экономики, клише и другие приспособления для производства фальшивых долларов США. Тайна привлекала к себе как искателей приключений, так, возможно, и государственные спецслужбы. До 1963 года в районе озера произошло, как минимум, восемь загадочных смертей. Автор книги «Аферы с фальшивыми деньгами» Гюнтер Вермуш из ГДР связывает их с деятельностью состоящих из бывших нацистов организаций. Бывший штурмбаннфюрер СС Вильгельм Хёттль, написавший под псевдонимом Вальтера Хагена книгу об операции «Бернхард», считает, что вокруг озера действовали шпионы СССР. По его мнению, их целью являлось получение необходимого для производства фальшивых долларов США оборудования.
Впоследствии в озере провели поисковую операцию, в результате которой были обнаружены ящики с миллионами поддельных фунтов. Найденные фунты уничтожили.

## Послевоенная судьба причастных к операции «Бернхард» лиц

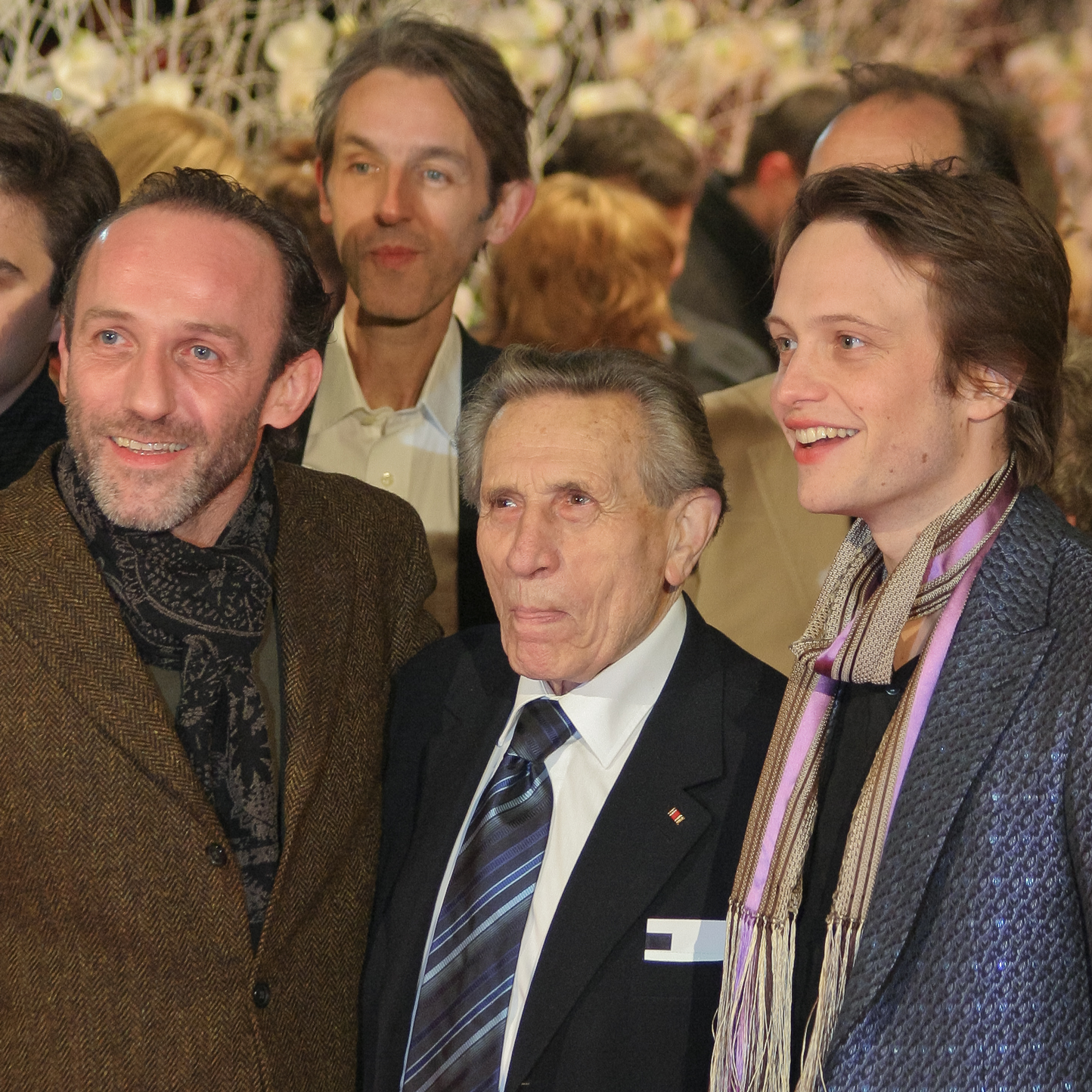
Бывший узник и участник операции «Бернхард» Адольф Бургер вместе с актёрами фильма «Фальшивомонетчики» на его премьере в 2007 году

Крюгер более года прятался в своём доме. В ноябре 1946 года он сдался британским властям. Подделка денег врага не является военным преступлением. Официально ему не было предъявлено никаких обвинений. Затем, в начале 1947 года, британцы передали его французам. Те попытались заставить Крюгера подделывать паспорта, но от этой работы он отказался. В ноябре 1948 года Крюгер вышел на свободу. Он прошёл процесс денацификации. Во внимание были приняты свидетельские показания заключённых, часть из которых связывала спасение своей жизни с Крюгером. Впоследствии он устроился на работу в бумажную компанию Hahnemühle. В 1965 году писатель из ГДР Юлиус Мадер написал книгу «Сокровище бандитов» (нем. Banditenschatz), в которой подверг правительство ФРГ резкой критике за укрывательство Крюгера. Впоследствии один из узников, Адольф Бургер, обвинял Крюгера в смерти шести человек, которые заболели. Руководитель операции, по мнению Бургера, не мог позволить им находиться в лазарете, так как существовал риск распространения информации о деталях операции.
Швенд, который сколотил на операции «Бернхард» состояние, был арестован американцами в июне 1945 года. Его попытались вовлечь в разведывательную организацию Гелена. Формально согласившись на сотрудничество, он вышел на свободу и бежал в Перу. В Латинской Америке он продолжил свою деятельность и был арестован за контрабанду валюты и продажу государственных секретов. После двух лет заключения он был выслан из Перу в ФРГ, где его судили за совершённое во время войны убийство. Швенду дали условный срок, так как он смог доказать, что убийство было непредумышленным.
Бывшие узники вернулись к обычной жизни. Двое из них, Мориц Нахтштерн и Адольф Бургер, написали мемуары — норв. Falskmyntner i blokk 19 и нем. Des Teufels Werkstatt («Мастерская дьявола») соответственно.

## Операция «Бернхард» в культуре
Один из участвовавших в операции заключённых, словацкий еврей Адольф Бургер, написал об операции «Бернхард» книгу «Мастерская дьявола» («Des Teufels Werkstatt. Die Geldfälscherwerkstatt im KZ Sachsenhausen. Zum Fälschen gezwungen»). В 2007 году по мотивам этой книги вышел австро-германский фильм «Фальшивомонетчики», получивший награду американской киноакадемии «Оскар» в номинации «Лучший фильм на иностранном языке».